# Triòxid de calci i titani
El triòxid de calci i titani, conegut antigament com a titanat de calci, és un compost inorgànic de la classe dels òxids, constituït per cations calci(2+), titani(4+) i anions òxid O2–, amb la fórmula química CaTiO3. La seva forma mineral rep el nom de perovskita, en honor del mineralogista rus Lev Perovski (1792–1856). La perovskita fou descoberta als Monts Urals de Rússia pel mineralòleg alemany Gustav Rose (1798-1873) el 1839. És un sòlid incolor diamagnètic, el qual se sol trobar amb color a causa de les impureses d'aquest.

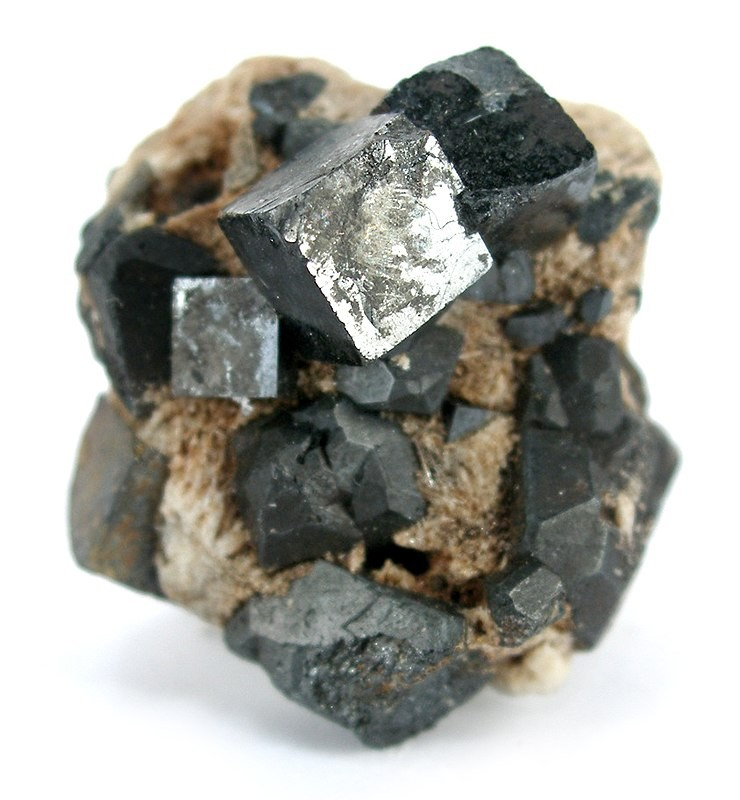
Perovskita.

## Propietats

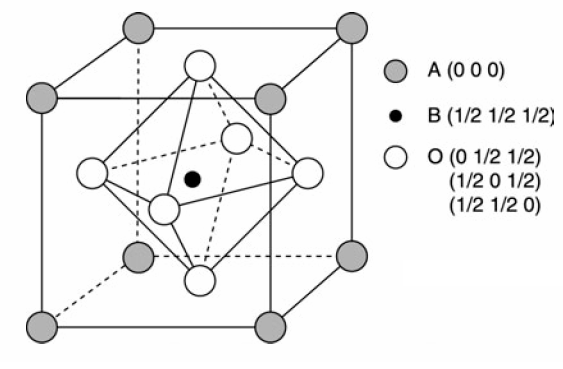
Estructura del triòxid de calci i titani. En blanc els cations òxid O^{2–}, en negre els cations Ti^{4+} i en gris els cations Ca^{2+}.

El triòxid de calci i titani és un òxid doble, això és, que conté dos cations o dos anions diferents (en aquest cas dos cations diferents, Ca2+ i Ti4+), sòlid a temperatura ambient, amb un punt de fusió de 1 980 °C i densitat 3,98 g/cm³.
El triòxid de calci i titani se sol trobar en forma de cristalls ortoròmbics, més concretament en estructura perovskita. En aquesta estructura, el catió voluminós del grup 2 de la taula periòdica o dels alcalinoterris, com el Ca2+, o un metall de transició amb càrrega 2+, i els anions òxid O2– formen una estructura cúbica centrada a les cares. En els intersticis octaèdrics dels oxígens s'hi situa el catió petit, un catió d'un metall de transició amb càrrega +4, com el Ti4+. Així el Ti4+ presenta coordinació octaèdrica (està envoltat per sis anions O2–) i els cations Ca2+ està coordinat a dotze anions O2–. Estructura cristal·lina del CaTiO3 és ortoròmbica, grup espacial Pbmn. El tipus d'estructura de perovskita normalment es refereix a l'estructura cúbica (grup espacial Pm3m) que es troba, per exemple en el triòxid d'estronci i titani SrTiO3. A causa de la mida més petita dels cations Ca2+, l'estructura cristal·lina del prototip perovskita està lleugerament distorsionada i, per tant, la simetria cúbica es redueix a ortoròmbica.

## Síntesi
El titanat de calci es pot preparar a temperatures majors de 1 300 °C. La porositat d'aquest compost es pot reduir a mesura que augmenta la temperatura quan se sintetitza el compost, cosa que fa que la porositat d'aquest arribi al 5% quan es troba a una temperatura de 1600 °C.
{\displaystyle {\ce {CaO + TiO2 -> CaTiO3}}}
S'empra un procés de sol-gel per a obtenir una substància més pura i per tal de reduir la temperatura de la reacció. Aquest compost sintetitzat és més comprimible per la pols que amolla en el procés de sol-gel, cosa que ajuda a fer que s'aproximin més a la seva densitat calculada (~4,04 g/ml).

## Aplicacions
El triòxid de calci i titani té un valor relativament baix, excepte si es tracta en la seva forma de mineral (perovskita), en la qual té bastant importància a causa de la seva conductivitat elèctrica, i es fa servir avui en dia en plaques solars, ja que resulta fàcil d'obtenir. També s'utilitza per obtenir el metall de titani o aliatges entre ferro i titani, ja que resulten molt útils en àrees d'enginyeria i de la tecnologia.